# Podarge de Java
Batrachostomus javensis
Espèce
Synonymes
- Podargus javensis Horsfield, 1821
(protonyme)

Statut de conservation UICN

 LC  : Préoccupation mineure
Le Podarge de Java (Batrachostomus javensis) est une espèce d'oiseaux de la famille des Podargidae.

## Répartition
Cette espèce vit au Brunei, en Indonésie, en Malaisie, au Myanmar, aux Philippines et en Thaïlande.